# Otradnoe (Mosca)
Il quartiere Otradnoe (in russo Район Отрадное?) è un quartiere di Mosca sito nel Distretto Nord-orientale.
L'attuale area del quartiere ospitava in passato il villaggio di Vladykino, circondato da boschi e attraversato dal fiume Lichoborka. Compare in documenti scritti col nome di Vel'jaminovo già nel 1551, dove se ne attesta la proprietà alla famiglia degli Šujskij.